# Estación de Bocos de Duero
Bocos de Duero fue un apartadero ferroviario situado en el municipio español de Bocos de Duero, en la provincia de Valladolid. Las instalaciones formaban parte de la línea Valladolid-Ariza y estuvieron en servicio entre 1895 y 1975.

## Historia
Tras varios años de obras, la línea Valladolid-Ariza fue abierta al tráfico en 1895. Los trabajos de construcción corrieron a cargo de la compañía MZA, que en el municipio de Bocos de Duero situó un apartadero ferroviario.
En 1941, con la nacionalización del ferrocarril de ancho ibérico, las instalaciones pasaron a manos de la recién creada RENFE. Con el paso de los años Bocos de Duero perdió importancia y acabaría siendo reclasificado como un apeadero. En 1975 las instalaciones fueron cerradas, dejando de prestar servicio. En enero de 1985 la línea fue cerrada al tráfico de pasajeros. El trazado todavía se mantuvo abierto para la circulación de trenes de mercancías hasta su clausura definitiva en 1994.